# Camping World RV Rental 250
La Camping World RV Rental 250 est une course NASCAR d'Xfinity Series (anciennement Busch et Nationwide Series) disputées entre 1984 et 2009 sur le circuit Milwaukee Mile à West Allis dans le Wisconsin. La course n'a pas été organisée entre 1986 et 1992. 
De 1984 à 1985, la course comptait 200 tours (200 miles).  En 1993, de nouveau inscrite au programme des Busch Series, la SBC 250 comptait 250 tours (250 miles). Traditionnellement courue le dimanche après-midi, elle se dispute néanmoins le samedi soir en 2004 et 2005. 

## Vainqueurs
- 2009 : Carl Edwards
- 2008 : Carl Edwards
- 2007 : Aric Almirola
- 2006 : Paul Menard
- 2005 : Johnny Sauter (course stoppée après 200 tours à cause de la pluie)
- 2004 : Ron Hornaday
- 2003 : Jason Keller
- 2002 : Greg Biffle
- 2001 : Greg Biffle
- 2000 : Jeff Green
- 1999 : Casey Atwood
- 1998 : Dale Earnhardt, Jr.
- 1997 : Randy LaJoie
- 1996 : Buckshot Jones
- 1995 : Dale Jarrett
- 1994 : Mike Wallace
- 1993 : Steve Grissom
- 1985 : Jack Ingram
- 1984 : Sam Ard